# Star City (Arkansas)
Star City város az USA Arkansas államában, Lincoln megyében, melynek megyeszékhelye is. Lakosainak száma 2173 fő (2020. április 1.).

## Népesség
A település népességének változása:
| Lakosok száma | 204  | 2471 | 2274 | 2173 |
|               | 1890 | 2000 | 2010 | 2020 |